# Immortel, ad vitam
Immortel, ad vitam (ook bekend als Ímmortal) is een Franse/Italiaanse/Britse dystopische sciencefictionfilm uit 2004. De film is gebaseerd op het stripboek Kermis der onsterfelijken (La Foire aux immortels), getekend door Enki Bilal. Bilal regisseerde ook de film.

## Rolverdeling
- Linda Hardy als Jill Bioskop
- Thomas Kretschmann als Alcide Nikopol
- Charlotte Rampling als Elma Turner
- Frédéric Pierrot als John